# Otus siaoensis
Otus siaoensis е вид птица от семейство Совови (Strigidae). Видът е критично застрашен от изчезване.

## Разпространение
Видът е разпространен в Индонезия.